# Squeezed
Squeezed − czwarty album japońskiej grupy muzycznej Orange Range, wydany 12 kwietnia 2006. Zawiera remiksy wydanych wcześniej utworów.

## Lista utworów
1. "Ishin Denshin (Takkyu Ishino Remix)"
2. "Locolotion (Space Cowboy Remix)"
3. "Kirikirimai (Cherry Blossom Front Mix)"
4. "Padi Bon Mahe (Kan Takagi Remix)"
5. "Love Parade (Newdeal Remix)"
6. "God69 (Ryukyudisko Remix)"
7. "Onegai! Señorita (Shin's Rockin' Techno Remix)"
8. "* ~Asterisk~ (Ken Ishii's Seventh City Remix)"
9. "Hai! Moshimoshi...Natsu desu! (Dogday Afternoon 6T's Comeback Special)"
10. "Иatural Pop (Takagi Masakatsu "Girls" Remix)"
11. "Shanghai Honey (Kagami Remix)"
12. "Chest (Intro Sooki Remix)"
13. "Hana (Agero's Twist da Wedding Mix)"
14. "Between (Petunia Rocks Remix)"